# Heckler & Koch AG36
AG36 (plným názvem Anbaugranatwerfer 36) je německý jednoranný granátomet ráže 40 mm vyráběný společností Heckler & Koch. Granátomet je určen především pro zavěšení pod hlaveň útočných pušek G36. Je také vhodný pro pušky HK416 a britské L85.
AG36 je kromě služby v německém Bundeswehru používán i britskými ozbrojenými silami, v nichž slouží pod označením L17A1/A2 a L123A2.